# Przegląd Powszechny
Przegląd Powszechny – polski miesięcznik społeczno-kulturalny wydawany przez jezuitów, ukazujący się w latach 1884–1939, 1947–1953 i od 1982.

## Historia

### Okres I (1884–1953)
Poprzednikiem „Przeglądu Powszechnego” był założony w 1870 r. „Przegląd Lwowski”. W 1883 r., między innymi z powodu kłopotów finansowych, redakcja Przeglądu Lwowskiego zwróciła się z prośbą do władz Towarzystwa Jezusowego, o to, by zakon przejął pismo. Tak się też stało. W listopadzie 1883 r. na mocy porozumienia między ówczesnym prowincjałem Henrykiem Jackowskim SJ i ks. Edwardem Podolskim, założycielem i redaktorem naczelnym Przeglądu Lwowskiego, jezuici przejęli pismo, zmieniając jednocześnie jego nazwę na „Przegląd Powszechny”.
Pierwszy numer „Przeglądu Powszechnego” ukazał się w styczniu 1884 r. W założeniu pismo miało unikać polemik (tak charakterystycznych dla jego poprzednika – „Przeglądu Lwowskiego”) i koncentrować się na obiektywnym omawianiu poruszanych zagadnień. O. Marian Morawski SJ (1845–1901, redaktor naczelny pisma) pisał: "Charakter naszego pisma ma być ile możliwości tetyczny i wykładowy, a nie polemiczny. (…) Zakreślamy sobie plan następujący. Przedewszystkiem podnosić i opracowywać chcemy zasadnicze kwestye społeczne t.j. zagadnienia i interesa, które w życiu społeczeństw mają właściwe pole, ale korzeni szukać trzeba w religii i filozofii, a ostatnie wyniki spotyka się w ekonomii i polityce".
W niedługim czasie „Przegląd Powszechny” stał się poczytnym pismem w kręgach katolików z zaboru austriackiego. Trafiał również do niewielkich grup na Śląsku oraz w Poznańskiem.
W 1903 r. (numer lipcowy) dodrukowano okładkę z napisem „Przegląd Uniwersalny” i podjęto pierwszą próbę rozprowadzenia pisma na terenie Królestwa Polskiego. Praktykę tę stosowano do roku 1905 r., kiedy to ukaz carski zniósł ustawy antykatolickie i redakcja nie musiała już ukrywać prawdziwej nazwy pisma.
„Przegląd Powszechny” wychodził nieprzerwanie do 1914 r. I wojna światowa uniemożliwiła regularne wydawanie miesięcznika, dlatego w 1915 r. nie wyszedł żaden numer pisma, zaś w latach następnych „Przegląd Powszechny” ukazywał się niesystematycznie. 
Pierwsze powojenne spotkanie redakcji odbyło się 20 września 1918 r. Po zakończeniu wojny pismo musiało odnaleźć się w nowej rzeczywistości, a także poradzić sobie z problemami finansowymi związanymi m.in. z szybkim wzrostem kosztów druku i brakiem odpowiedniego papieru. Przez 15 lat (1918–1933 r.) jego redaktorem naczelnym był o. Jan Urban SJ.
W 1933 r. pismo obchodziło 50. lecie istnienia. Dwa lata później, w związku z podziałem polskiej prowincji Towarzystwa Jezusowego na prowincję południową i północną, rozpoczęto przygotowania do przeniesienia pisma z Krakowa do Warszawy. Decyzja w tej sprawie została ostatecznie podjęta w Warszawie 16 grudnia 1935 r. Redaktorem naczelnym mianowano o. Jana Rostworowskiego SJ.
Wybuch II wojny światowej zmusił jezuitów do zawieszenia wydawania „Przeglądu Powszechnego”. Ostatnim numerem był tom 223 (lipiec-sierpień 1939 r.). Materiały redakcyjne zostały zdeponowane w archiwach zakonnych. Niestety 3 sierpnia 1944 r. warszawskie archiwa „Przeglądu Powszechnego” zostały doszczętnie spalone przez nazistowskich żołnierzy. W czasie wojny wielu współpracowników pisma zostało aresztowanych i zesłanych do obozów w Oświęcimiu i Dachau.
Po wojnie rozpoczęto próby reaktywowania pisma. Pierwszy numer „Przeglądu Powszechnego” ukazał się w grudniu 1947 r. Nowa rzeczywistość polityczna i społeczna wymusiła zmiany w profilu pisma. Ze względu na nowe władze na spotkaniach redakcyjnych ostrożnie ustalano tematykę nowych numerów. Redakcja wiedziała, że pewne tematy mogą spotkać się z dezaprobatą Urzędu Kontroli Prasy czy Ministerstwa Informacji i Propagandy.
Reaktywowany po wojnie „Przegląd Powszechny”, ukazywał się do 1953 r. Do tego czasu ukazało się 235 tomów „Przeglądu Powszechnego” w 70 rocznikach.
Symboliczną kontynuacją „Przeglądu Powszechnego” był londyński miesięcznik wydawany do 1982 r. przez o. Jerzego Mirewicza pod tym samym tytułem.

### Okres II (od 1982 roku)
Po zamknięciu pisma w 1953 r. kilkakrotnie próbowano wznowić jego działalność, jednak ze względu na ostrożną politykę względem władz, problemy kadrowe i finansowe, próby te nigdy nie wykroczyły poza wstępną fazę. Dopiero wzrost aktywności społecznej związanej z powstaniem „Solidarności” zmobilizował ówczesnego prowincjała Prowincji Wielkopolsko-Mazowieckiej o. Zygmunta Perza SJ do wydania decyzji o wznowieniu działalności „Przeglądu Powszechnego”. Redaktorem naczelnym mianowano o. Stanisława Opielę SJ.
Wniosek wraz z odpowiednimi dokumentami został złożony w komisji państwowo-kościelnej zajmującej się wydawnictwami katolickimi jesienią 1980 r. W dniu 19 marca 1981 r. Główny Urząd Publikacji wyraził zgodę na wydawanie pisma, jednak z zastrzeżeniem, że „na własnym papierze” (odgórna reglamentacja papieru była w owym czasie jednym z głównych problemów wydawnictw). Redakcja odwołała się od decyzji GUP i 22 maja 1981 r. otrzymała pozwolenie na ubieganie się o państwowy papier. Pozwolenie to przyspieszyło prace związane z przygotowaniem lokalu dla redakcji, organizację potrzebnych materiałów, a przede wszystkim poszukiwania autorów.
Pomimo licznych trudności, udało się przygotować pierwszy numer pisma, który zaplanowano na styczeń 1982 r. Niestety ogłoszenie Stanu wojennego przesunęło wydanie pierwszego numeru „Przeglądu Powszechnego” o kilka miesięcy.
Główny Urząd Publikacji wydał ponowne zezwolenie na wydawanie czasopisma dopiero 7 maja 1982 r. W lipcu 1982 r. ukazał się pierwszy po wznowieniu, podwójny numer „Przeglądu Powszechnego”. W tym czasie pismo znajdowało się pod szczególnym nadzorem Urzędu Cenzury, który zobowiązał redakcję do dwukrotnego przedstawiania numeru przed publikacją. 
W stanie wojennym, a także po jego zakończeniu aż do 1989 r., redakcja „Przeglądu Powszechnego” była miejscem spotkań demokratycznej opozycji.
W 2004 r. pismo obchodziło 120-lecie istnienia. Ówczesny redaktor naczelny, o. Wacław Oszajca SJ powiedział w wywiadzie dla KAI: Zadania „Przeglądu Powszechnego” nie zmieniły się od czasu, kiedy określił je pierwszy redaktor, o. Marian Morawski. Chcemy przenikać rzeczywistość, która nas otacza, duchem chrześcijańskim. Zajmujemy się tym, co dzieje się w świecie religii, kultury, polityki i ekonomii, wyszukujemy zwiastunów nadejścia nowych czasów.
„Przegląd Powszechny” ukazywał się w formie papierowej do 2012, ostatnio nakładem wydawnictwa RHETOS, następnie wszedł w skład portalu Deon.pl.

## Redaktorzy naczelni
- 1884–1901 – Marian Morawski
- 1901–1902 – Stanisław Kobyłecki
- 1902–1918 – Jan Pawelski
- 1918–1933 – Jan Urban
- 1933–1936 – Jan Rostworowski
- 1936–1939 – Edward Kosibowicz
- 1947–1953 – Stanisław Wawryn
- 1982–1991 – Stanisław Opiela
- 1991–1992 – Grzegorz Schmidt
- 1992–1995 – Jacek Bolewski
- 1995–2006 – Wacław Oszajca
- 2006–2009 – Tomasz Kot
- od VI 2009 – Krzysztof Ołdakowski

## Publikacje dotyczące „Przeglądu Powszechnego”
- Ute Caumanns, Die polnischen Jesuiten, der Przegląd Powszechny und der politische Katholizismus in der Zweiten Republik : ein Beitrag zur Geschichte der katholischen Presse Polens zwischen den Weltkriegen : ‪(‬1918-1939‪)‬, Forschungsstelle Ostmitteleuropa, Dortmund 1996.
- Michał Jagiełło, Trwałość i zmiana: szkice o „Przeglądzie Powszechnym” 1884-1918; Oficyna Przeglądu Powszechnego, Warszawa 1993.
- Michał Jagiełło, Zrozumieć swój wiek, „Przegląd Powszechny” nr 1/2009.
- Stanisław Krajski, Filozofia społeczna w "Przeglądzie Powszechnym" w latach 1884-1939, Wydawnictwo św. Tomasza z Akwinu, Warszawa 2003.
- Stanisław Opiela SJ, Zaistnienie, „Przegląd Powszechny” nr 12/2004.
- Felicjan Paluszkiewicz SJ, Od "Kuriera Polskiego" do stulecia "Przeglądu Powszechnego", „Przegląd Powszechny” nr 1/1984.
- Wojciech Wieczorek, 125 lat „Przeglądu Powszechnego”, „Przegląd Powszechny” nr 1/2009.
- Norbert Wójtowicz, „Przegląd Powszechny” w walce o szkołę (1935-39), „Szewska Pasja”, R. 2 (1997), nr 5 (13), s. 7-11